# Аделина Сотникова
Аделина Сотникова (енгл. Adelina Sotnikova; Москва, 1. јул 1996) је пензионисанa рускa уметничка клизачица. Олимпијска шампионка 2014. године, добитница двоструке сребрне медаље на европском првенству у уметничком клизању (2012, 2013), добитница двоструке бронзане медаље на купу Ростелекома (2011, 2015) и четворострука државна првакиња Русије (2009, 2011, 2012, 2014).
Добитница је сребрне медаље на олимпијским играма младих 2012. године, јуниорски светски шампион 2011, финалисткиња јуниорског Гранд Прија 2010. и јуниорски државни првак у Русији 2009. године.
Престала је да се такмичи после сезоне 2015—2016. Најавила је пензију за 2. март 2020.

## Каријера
Аделина Сотникова почела је да се бави уметничким клизањем од четири године у Јужну. Часове јој је држала Ана Патрикова до њене седме године, када је почела да тренира у централном спортском клубу Армије. Годину дана касније почела је да је тренира Елена Водорезова.
Током сезоне 2008—2009. Сотникова је учестовала на руском првенству у уметничком клизању и освојила је златну медаљу у категорији од дванаест година. Месец дана касније, освојила је руско јуниорско првенство.
Сотникова није испуњавала критеријуме да се такмичи на јуниорском Гранд Прију током сезоне 2009—2010, јер правила међународне клизачке организације налажу да смеју да учествују само клизачи који напуне тринаест година пре 1. јула, а она је рођена неколико минута пре 1. јула у Москви. Сотникова мајка је изјавила да је то у реду, јер се свакако превремено породила.

### Сезона 2010—2011
Сотникова је учествовала на јуниорском Гранд Прију током сезоне 2010—2011. Освојила је златне медаље у Аустрији и Великој Британији и квалификовала се у јуниорском финалу Гранд Прија 2010. године где је освојила титулу.
На првенству Русије 2011. године освојила је друго место и освојила другу државну титулу. На светском јуниорском првенству освојила је златну медаљу и победила Елизавету Тутамишеву.

### Сезона 2011—2012
Освојила је два Гранд Прија, Куп Кине 2011 и Куп Ростелеком 2011. Намеравала је да започне сезону на Ондреј Непелу 2011, али се повукла након повреде ноге, због чега је пропустила месец дана вансезонских тренинга. Освојила је бронзану медаљу на Купу Кине и на Ростелеком купу, да би постала прва замена Гранд Прија.
Сотникова се тада такмичила на Златном окрету у Загребу 2011. и освојила је златну медаљу. На првенству Русије 2012. освојила је трећу државну титулу. Затим се такмичила на Олимпијским играма младих 2012. и освојила сребрну медаљу. На Светском јуниорском првенству 2012. године освојила је бронзану медаљу. Победиле су је Јулија Липницка и Грејси Голд. Године 2012. на енгл. ISU World Team Trophy освојила је четврто место и постала најбоља у сезони, у уметничком клизању са 113,57 бодова.

### Сезона 2012—2013
Сотникова је сезону започела сребрном медаљом на енгл. Nebelhorn Trophy 2012. године. Учествовала је на Скејту Америка. Освојила је бронзану медаљу, док је Кристина Гао освојила сребрну, а Ешли Вагнер златну медаљу. На Ростелеком купу освојила је пето место. На првенству Русије 2013. године освојила је бронзану медаљу изгубивши од Елене Радионове и Елизавете Тутамишеве. На Европском првенству 2013. године, освојила је прво место у кратком, треће у дугом клизању и освојила је сребрну медаљу са 0,72 бода изгубивши од Каролине Костнер. На европском женском турниру Елизавета Тутамишева и Аделина Сотникова освојиле су златну медаљу, пре њих, освојила ју је Ирина Слуцка 2006. године.
Учествовала је у енгл. Art on Ice, у Швајцарској. На Светском првенству освојила је девето место. Учествовала је енгл. ISU World Team Trophy 2013. године и освојила четврто место. Репрезентација Русије освојила је четврто место.

### Сезона 2013—2014
Сезону је започела такмичењем на Отвореном првенству Јапана 2013. године. Њен први Гранд При 2013—14. био је Куп Кине. Освојила је прво место у кратком, треће у слободном клизању, освојивши сребрну медаљу победивши Каролину Костнеру. На међународном такмичењу у Француској 2013. године освојила је треће место у кратком клизању, прво у слободном клизању и сребрну медаљу изгубивши од Ешли Вагнер. Квалификовала се до финала Гранд Прија. У Фукуоку, у Јапану, освојила је друго место у кратком и шесто место у слободном клизању.
На првенству Русије 2014. године пласирала се на прво место у слободном клизању, а освојила је четврту државну титулу. На свом другом европском првенству пласирала се на прво место у кратком и друго у слободном клизању, освојивши сребрну медаљу са укупним резултатом од 202,36 бодова, док је Јулија Липницка освојила злато. Она је друга руска клизачица која је забележила резултат изнад 200 оцена у женском синглу.

#### Зимске олимпијске игре 2014. године
Уметничко клизање у Сочију, на зимским олимпијским играма 2014, почела је са тимским такмичењем.
Освојила је златну медаљу у дисциплини појединачно за жене са укупним резултатом од 224,59 бодова, постајући једна од најмлађих олимпијских шампионки у клизалишту. У кратком клизању Ким Иуна ју је победио за 0,28 бодова, али она ју је победила у слободном клизању.
У току три сезоне такмичења у сениорском кругу, Сотникова никада раније није освојила Гранд При, ни на међународном такмичењу као што су Светско првенство или Велико финале. Претходно се једном квалификовала за Светско првенство као сениорка, завршила је на деветом месту на Првенству 2013, на којем је Ким победила. Одликована је орденом пријатељства 24. фебруара 2014. Није учествовала на Светском првенству 2014. године у Јапану.

### Сезона 2014—2015
Изабрана је да се такмичи 2014. на Купу Ростелеком и енгл. NHK Trophy, али се повукла због повреде зглобног лигамента. Касније се повукла са првенства Русије 2015. године. Иако су јој доктори приписали строго мировање, Аделина Сотникова одлучила је да се фокусира на кореографије за наступ са Глебом Савченком 2015, за руску верзију Плес са звездама.

### Сезона 2015—2016
Сотникова је била четврта у појединачној конкуренцији отвореног првенства Јапана. Наступила је на два догађаја енгл. ISU Challenger Series, освојивши сребрну медаљу на Мордовском орнаменту 2015. године и шесто место на Златном окрету Загреба 2015. године. На Великој награди ИСУ-а, Сотникова се такмичила на Купу Ростелекома 2015. и освојила је бронзану медаљу изгубивши од Елене Радионове и Евгеније Медведеве.
Такмичила се на првенству Русије 24—27. децембра 2015. и освојила шесто место. Наведена је као алтернатива за Европско првенство 2016. године.

### Сезона 2016—2017
Није учествовала у Гранд Прију. У децембру је најавила да се неће такмичити на руском првенству, искључујући било какву могућност да се такмичи на европском или светском првенству 2017. године.

### Сезона 2017—2018
Од априла 2017. тренира је бившег олимпијског шампиона Јевгенија Пљушченкова на његовој клизачкој академији у Москви. Сотникова се није такмичила на руском државном првенству 2018. године, чиме је искључила сваку шансу да се квалификује за руски олимпијски тим и тако одбрани своју олимпијску титулу. Године 2015. отворила је салон лепоте под називом Будите срећни, у Москви.

## Лични живот
Рођена је 1. јула 1996. у Москви. Отац Дмитриј је полицајац, а мајка Олга радила је као домаћи произвођач и трговац. Њена сестра Марија је две године млађа од ње и болује од специфичне болести. Своју сестру описује као најутицајнију особу у њеној каријери и потпуно је подржава. Похађала је средњу школу коју су похађали скоро сви спортисти. Године 2013. уписала се на спортски универзитет са циљем да постане тренер.

## Конкурентски најзанимљивији моменти
| Међународни                                                                                | Међународни | Међународни | Међународни | Међународни | Међународни | Међународни | Међународни | Међународни | Међународни |
| Догађаји                                                                                   | 07—08       | 08—09       | 09—10       | 10—11       | 11—12       | 12—13       | 13—14       | 14—15       | 15—16       |
| ------------------------------------------------------------------------------------------ | ----------- | ----------- | ----------- | ----------- | ----------- | ----------- | ----------- | ----------- | ----------- |
| Олимпијске игре                                                                            |             |             |             |             |             |             | 1           |             |             |
| Светско првенство                                                                          |             |             |             |             |             | 9           |             |             |             |
| Европско првенство                                                                         |             |             |             |             |             | 2           | 2           |             |             |
| GP Финале Гранд Прија                                                                      |             |             |             |             |             |             | 5           |             |             |
| GP Internationaux de France                                                                |             |             |             |             |             |             | 2           |             |             |
| GP Куп Кине                                                                                |             |             |             |             | 3           |             | 2           |             |             |
| GP Куп Ростелеком                                                                          |             |             |             |             | 3           | 5           |             | П           | 3           |
| GP Скејт Америка                                                                           |             |             |             |             |             | 3           |             |             |             |
| CS Златки окрет у Загребу                                                                  |             |             |             |             | 1           |             |             |             | 6           |
| CS Мордовски орнамент                                                                      |             |             |             |             |             |             |             |             | 2           |
| Nebelhorn Trophy                                                                           |             |             |             |             |             | 2           |             |             |             |
| Међународни: Јуниор                                                                        |             |             |             |             |             |             |             |             |             |
| Светско јуниорско првенство                                                                |             |             |             | 1           | 3           |             |             |             |             |
| Зимске олимпијске игре                                                                     |             |             |             |             | 2           |             |             |             |             |
| JGP Јуниорског Гранд При Финале                                                            |             |             |             | 1           |             |             |             |             |             |
| JGP Јуниорског Гранд При у Аустрији                                                        |             |             |             | 1           |             |             |             |             |             |
| JGP Јуниорског Гранд При у Уједињеном Краљевству                                           |             |             |             | 1           |             |             |             |             |             |
| NRW Trophy                                                                                 | 6           |             |             |             |             |             |             |             |             |
| Државни                                                                                    |             |             |             |             |             |             |             |             |             |
| Руско првенство у уметничком клизању                                                       |             | 1           | 4           | 1           | 1           | 3           | 1           |             | 6           |
| Руско првенство у уметничком клизању                                                       | 10          | 1           | 6           |             |             |             |             |             |             |
| Тимски догађаји                                                                            |             |             |             |             |             |             |             |             |             |
| Трофеј ИСУ-овог светског тима                                                              |             |             |             |             | 5 T 4 П     | 4 T 4 Л     |             |             |             |
| Отворено првенство Јапана                                                                  |             |             |             |             |             |             | 3 T 4 Л     |             | 3 T 4 П     |
| П = Повукла се T = Резултат тима; Л = Лични резултат; Medals awarded for team result only. |             |             |             |             |             |             |             |             |             |

## Детаљни резултати

### Виши ниво
| 24—27. децембар 2015.  | Руско првенство              | 6 69.47        | 7 128.51         | 6 197.98     |
| 2—5. децембар 2015.    | Златни окрет Загреба         | 7 54.43        | 6 105.37         | 6 159.80     |
| 20—22. новембар 2015.  | Куп Ростелеком               | 4 65.48        | 3 119.63         | 3 185.11     |
| 15—18. октобар 2015.   | Мордовски орнамент           | 1 75.57        | 2 128.32         | 2 203.89     |
| 3. октобар 2015.       | Отворено првенство Јапана    | –              | 4 118.81         | 3T           |
| Сезона 2014—2015       |                              |                |                  |              |
| Датум                  | Догађај                      | Кратко клизање | Слободно клизање | Укупно       |
| 27—31. октобар 2014.   | Руско првенство — трећа фаза | 1 66.63        | 1 129.68         | 1 196.31     |
| Сезона 2013—2014       |                              |                |                  |              |
| Датум                  | Догађај                      | Кратко клизање | Слободно клизање | Укупно       |
| 19—20. фебруар 2014.   | Зимске олимпијске игре       | 2 74.64        | 1 149.95         | 1 224.59     |
| 15—19. јануар 2014.    | Европско првенство           | 1 70.73        | 2 131.63         | 2 202.36     |
| 24—26. децембар 2013.  | Руско првенство              | 1 72.53        | 2 140.24         | 1 212.77     |
| 5—8. децембар 2013.    | Гранд При Финале             | 2 68.38        | 6 104.92         | 5 173.30     |
| 15—17. новембар 2013.  | Trophee Eric Bompard         | 3 60.01        | 1 129.80         | 2 189.81     |
| 1—2. новембар 2013.    | Куп Кине                     | 1 66.03        | 3 108.67         | 2 174.70     |
| 5—7. октобар 2013.     | Отворено првенство Јапана    | –              | 4 105.95         | 3T           |
| Сезона 2012—2013       |                              |                |                  |              |
| Датум                  | Догађај                      | Кратко клизање | Слободно клизање | Укупно       |
| 11—14. април 2013.     | Трофеј светске екипе         | 1 67.13        | 6 115.97         | 4T/4P 183.10 |
| 13—17. март 2013.      | Светско првенство            | 8 59.62        | 9 116.36         | 9 175.98     |
| 23—27. јануар 2013.    | Европско првенство           | 1 67.61        | 3 126.38         | 2 193.99     |
| 25—28. децембар 2012.  | Руско првенство              | 2 66.99        | 3 123.76         | 3 190.75     |
| 9—11. новембар 2012.   | Куп Ростелеком               | 5 57.11        | 7 100.87         | 5 157.98     |
| 19—21. октобар 2012.   | Скејт Америка                | 2 58.93        | 3 110.03         | 3 168.96     |
| 27—29. септембар 2012. | Nebelhorn Trophy             | 1 58.48        | 2 109.75         | 2 168.23     |
| Сезона 2011—2012       |                              |                |                  |              |
| Датум                  | Догађај                      | Кратко клизање | Слободно клизање | Укупно       |
| 18—22. април 2012.     | Трофеј светске екипе         | 6 56.12        | 4 113.57         | 5T/4P 169.69 |
| 25—29. децембар 2011.  | Руско првенство              | 1 68.65        | 2 125.06         | 1 193.71     |
| 8—12. децембар 2011.   | Златни окрет у Загребу       | 2 51.83        | 1 110.64         | 1 162.47     |
| 25—27. новембар 2011.  | Куп Русије                   | 3 57.79        | 3 111.96         | 3 169.75     |
| 3—6. новембар 2011.    | Куп Кине                     | 3 53.74        | 3 106.21         | 3 159.95     |

### Јуниор
| Сезона 2011—2012                 | Сезона 2011—2012              | Сезона 2011—2012 | Сезона 2011—2012 | Сезона 2011—2012 | Сезона 2011—2012 | Сезона 2011—2012 |
| Датум                            | Догађај                       | Кратко клизање   | Слободно клизање | Укупно           |                  |                  |
| -------------------------------- | ----------------------------- | ---------------- | ---------------- | ---------------- | ---------------- | ---------------- |
| 2—3. март 2012.                  | Светско јуниорско првенство   | Млађа            | 3 56.57          | 3 111.88         | 3 168.45         |                  |
| 13—22. јануар 2012.              | Зимске олимпијске игре младих | Млађа            | 2 59.44          | 3 99.64          | 2 159.08         |                  |
| Сезона 2010—2011                 |                               |                  |                  |                  |                  |                  |
| Датум                            | Догађај                       | Кратко клизање   | Слободно клизање | Укупно           |                  |                  |
| 1—5. март 2011.                  | Светско јуниорско првенство   | Млађи            | 1 59.51          | 1 115.45         | 1 174.96         |                  |
| 26—29. децембар                  | Првенство Русије              | Старији          | 2 63.79          | 1 133.65         | 1 197.44         |                  |
| 9—12. децембар 2010.             | Гранд Приј Финале             | Млађи            | 1 57.27          | 1 112.54         | 1 169.81         |                  |
| 30. септембар — 1. октобар 2010. | ISU Junior Grand Prix         | Млађи            | 1 59.39          | 1 107.31         | 1 166.70         |                  |
| 15—19. септембар 2010.           | ISU Junior Grand Prix         | Млађи            | 1 61.32          | 1 117.65         | 1 178.97         |                  |
| Сезона 2009—2010                 |                               |                  |                  |                  |                  |                  |
| Датум                            | Догађај                       | Кратко клизање   | Слободно клизање | Укупно           |                  |                  |
| 3—6. фебруар 2010.               | Руско јуниорско првенство     | Млађи            | 4 57.28          | 6 93.50          | 6 150.78         |                  |
| 23—27. децембар 2009.            | Првенство Русије              | Старији          | 3 59.77          | 4 112.92         | 4 172.69         |                  |
| Сезона 2008—2009                 |                               |                  |                  |                  |                  |                  |
| Датум                            | Догађај                       | Кратко клизање   | Слободно клизање | Укупно           |                  |                  |
| 28—31. јануар 2009.              | Руско јуниорско првенство     | Млађи            | 1                | 1                | 1 170.28         |                  |
| 24—28. децембар 2008.            | Првенство Русије              | Старији          | 1                | 2                | 1 160.55         |                  |
| Сезона 2007—2008                 |                               |                  |                  |                  |                  |                  |
| Датум                            | Догађај                       | Кратко клизање   | Слободно клизање | Укупно           |                  |                  |
| 30. јануар – 2. фебруар 2008.    | Руско јуниорско првенство     | Млађи            | 7                | 13               | 10 116.62        |                  |
| 30. новембар — 2. децембар 2007. | NRW Trophy                    | Млађи            | 3 37.17          | 6 59.26          | 6 96.43          |                  |